# 埃里克·拉松 (冰球运动员)
埃里克·拉松（瑞典語：Erik Larsson，1905年1月18日—1970年3月8日），生于斯德哥尔摩，瑞典男子冰球、足球运动员。他曾代表瑞典国家队参加1928年冬季奥林匹克运动会冰球比赛，获得一枚银牌。